# Podbiel

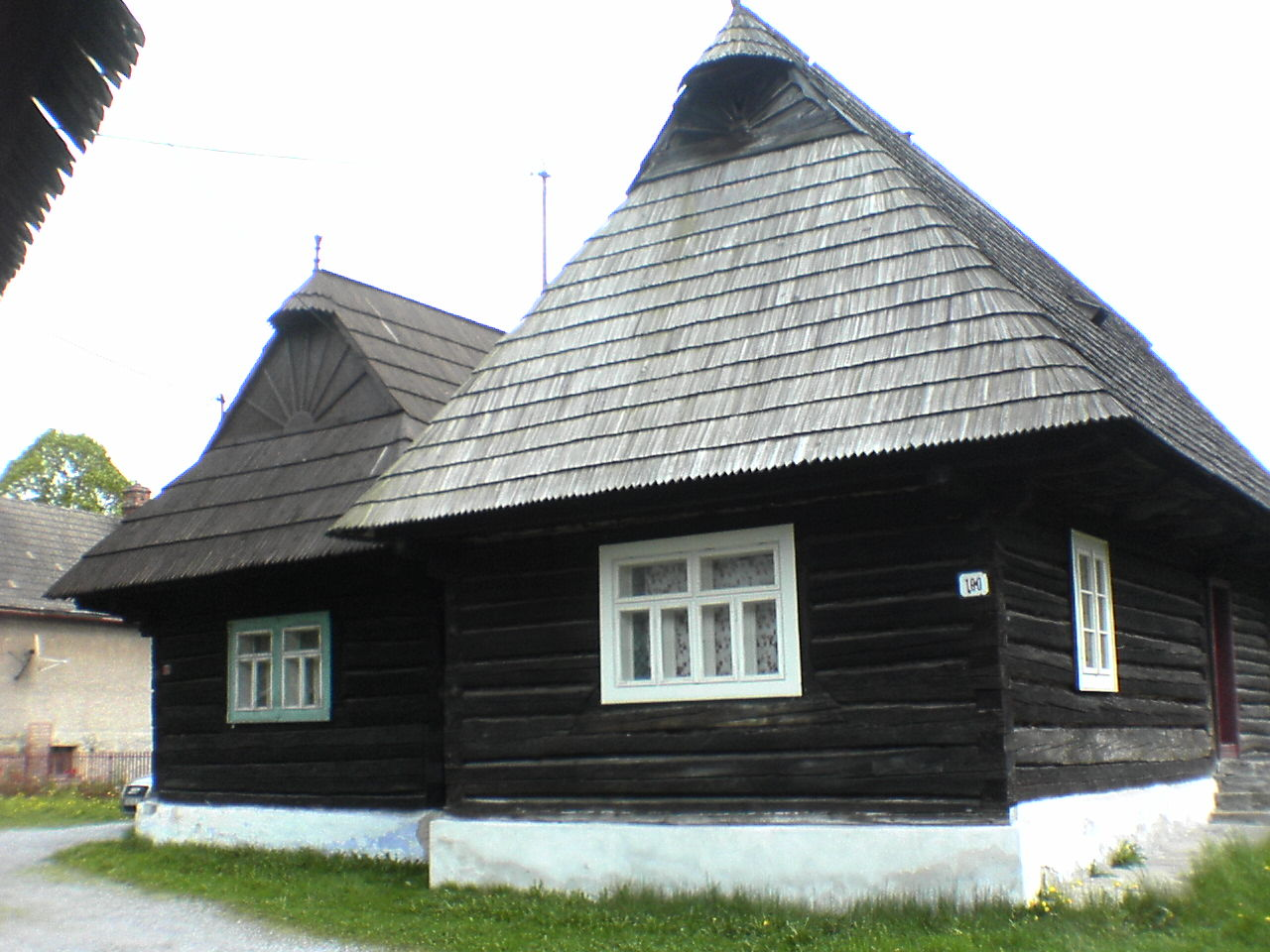
Podbiel

Podbiel (Hongaars: Podbjel) is een Slowaakse gemeente in de regio Žilina, en maakt deel uit van het district Tvrdošín.
Podbiel telt 1.295 inwoners.